# ووكينغ (دائرة انتخابية في المملكة المتحدة)
ووكينغ  (بالإنجليزية: Woking)‏ هي إحدى الدوائر الانتخابية في المملكة المتحدة الممثلة في مجلس العموم في برلمان المملكة المتحدة.
عضو البرلمان الذي يمثلها حالياً هو :Mr Humfrey Malins (Con).